# シュワルツローゼ重機関銃
シュワルツローゼ重機関銃（シュワルツローゼじゅうきかんじゅう（バイエルン・オーストリア語: Schwarzlose MG. Maschinengewehr (Schwarzlose) M.07）は、オーストリア＝ハンガリー帝国で開発された重機関銃である。
“シュワルツローゼ機関銃”の名は、設計者の名前にちなむ。
実際の発音は「シュヴァッツローザ」が近いが、日本では慣用的に「シュワルツローゼ」が定着しているので、本項ではそのように記述する。

## 概要
基本形は1902年にオーストリア人のアンドレアス・ヴィルヘルム・シュワルツローゼ(Andreas Wilhelm Schwarzlose)が設計を行いステアー社に提出、その3年後の1905年からステアー社で生産が開始されたものである。その後スウェーデンのカールグスタフ社でもライセンス生産が開始され、1907年にはオーストリア＝ハンガリー帝国軍の制式重機関銃として採用されている。
シュワルツローゼ重機関銃はその後次々と改良され、厚さ7.0mmの防弾盾を取り付けたタイプ、二輪車などに取り付けることが可能なタイプや三脚から二脚に変更した物、当初装備されていた排莢不良防止用の弾薬塗油装置を廃止した物、さらに1917年にはシュワルツローゼを航空機用機関銃に改良した物や、艦船用対空機銃に改良された物など多くのタイプが誕生している。ただし航空機用に開発されたシュワルツローゼは、登場時は射撃時のプロペラ同調に不具合が生じたためか、高評価は得られなかった（後にこの不具合は解消されている）。
第一次世界大戦中、オーストリア＝ハンガリー帝国軍の歩兵連隊などで使用されたシュワルツローゼ重機関銃は威力・安定性から前線兵士からは非常に頼れる機関銃であった。その為、大戦後、オーストリア＝ハンガリー帝国が解体するとその後誕生した新国家間では引き続き軍隊ではシュワルツローゼ重機関銃が使用され、各国の標準重機関銃として活躍した。
また、第二次世界大戦中にはフィンランド軍が冬戦争や継続戦争でカールグスタフ社から購入したM/14タイプを最前線で使用し、ナチス・ドイツでもオランダ占領時に捕獲した本銃を「MG07/12」と命名し、国民突撃隊など2線級部隊や同盟国であったハンガリー軍などに供給を行っている。

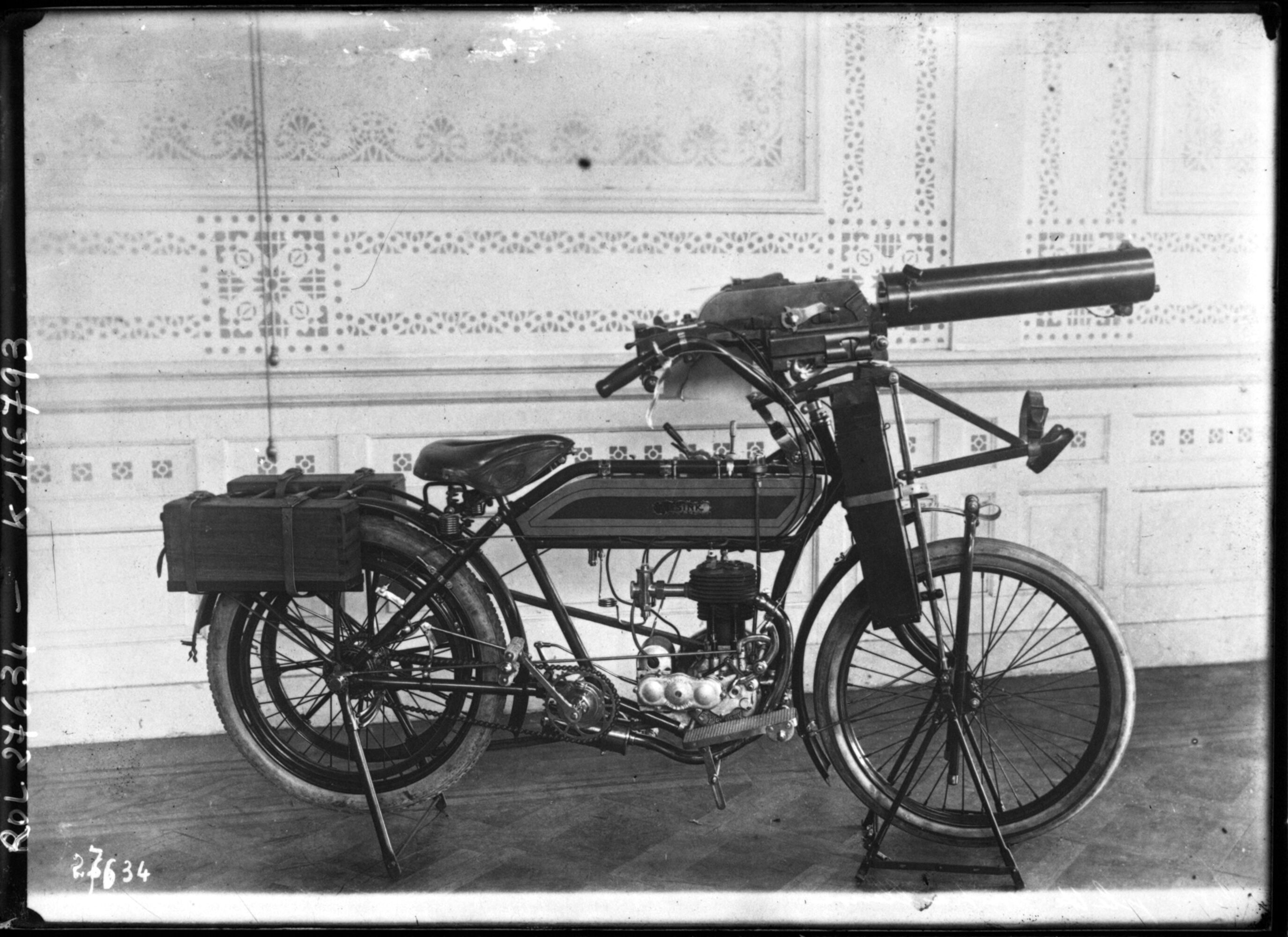
オートバイに搭載されたシュワルツローゼ M.07

## 構成

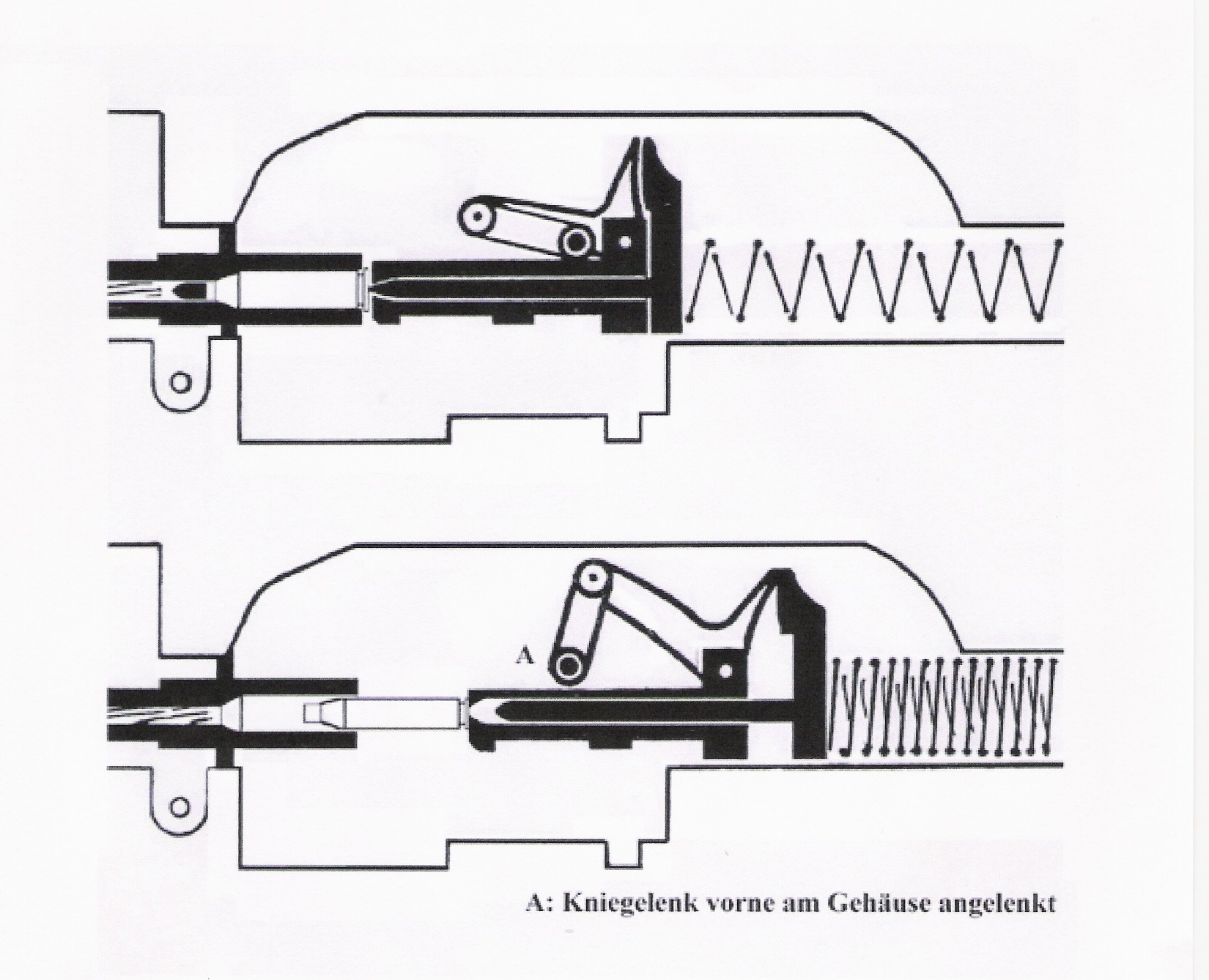
シュワルツローゼ機関銃のトグル遅延式作動機構

全体のデザインはマキシム重機関銃を参考に、銃身の冷却に水冷式を採用し、一方で作動機構は独自の固定式銃身と遅延反動式（トグル遅延式ブローバック）である。当時他国で使用されていた水冷式重機関銃に比べて銃身被筒（冷却筒）部分が短く作られているが、これは発射時の腔圧を上げ過ぎないよう、銃身が短めに設計されているためである。反面で発砲時の銃口炎が激しくなっため、ラッパ形状の大型消炎器が取り付けられた。
使用弾薬は8mmx56Rの名で知られる口径7.92mmのリムド弾で、250発の布ベルトを射手から見て右側から給弾する。発射速度は初期のシュワルツローゼは400発/分であったが、改良型では880発/分まで向上している。
基本として三脚銃架に積載して運用され、対空射撃に使用出来るよう三脚部分の高さを調節することで大仰角射撃が可能となる。運用は通常は指揮観測手・弾薬手・射手の3名を基幹とした分隊規模の人員で行われる。
車載装備型も存在し、イタリアからCV33及びCV35軽戦車がオーストリア・ブルガリアに輸入された際には、搭載機銃はシュワルツローゼに換装されている。

## 各型及び派生型

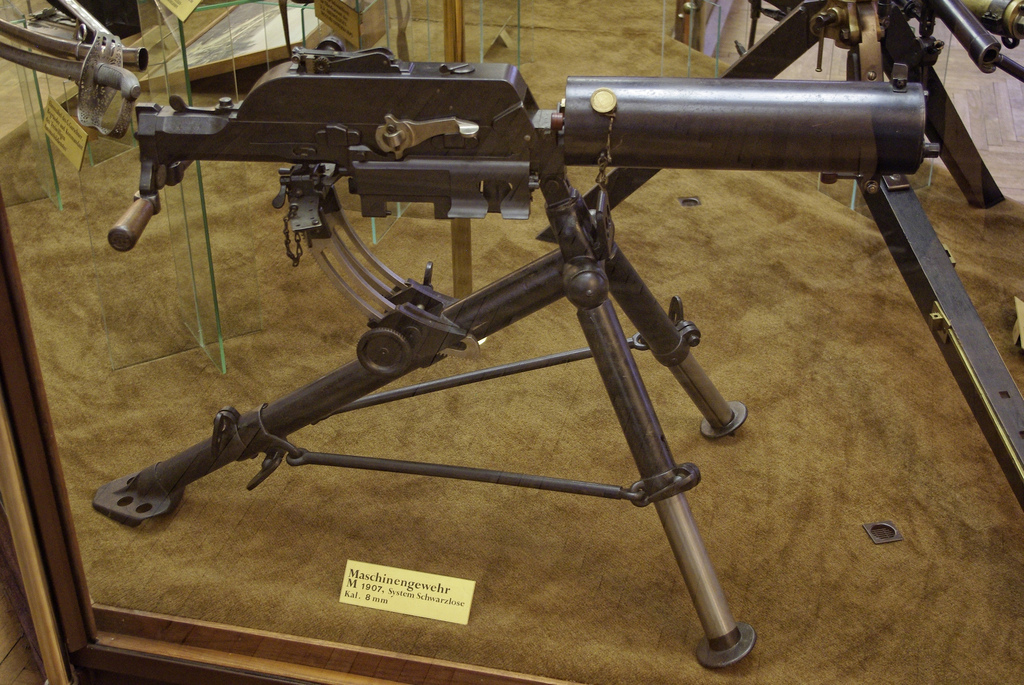
シュワルツローゼ M.07

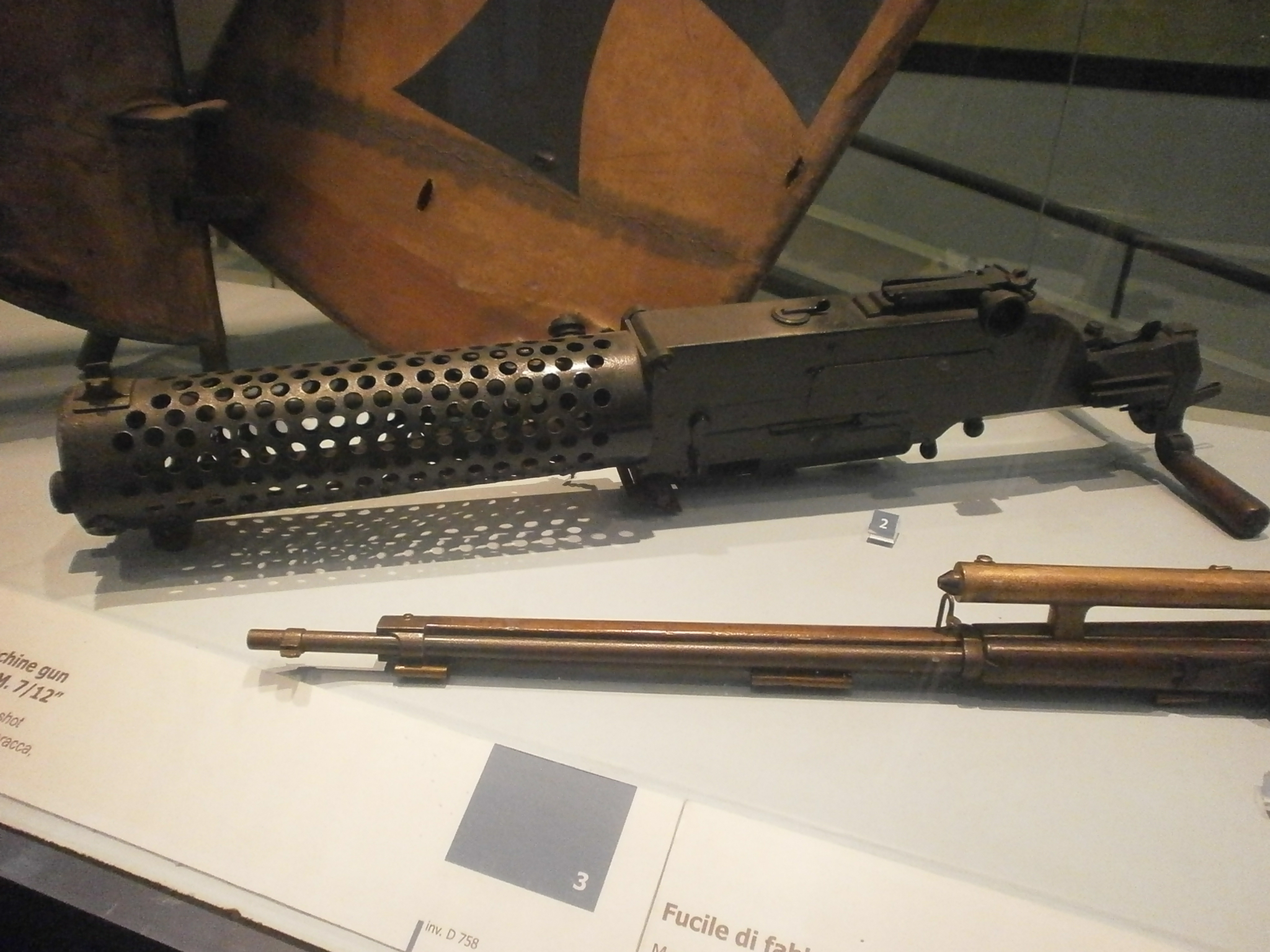
シュワルツローゼ M.07/15 航空機関銃

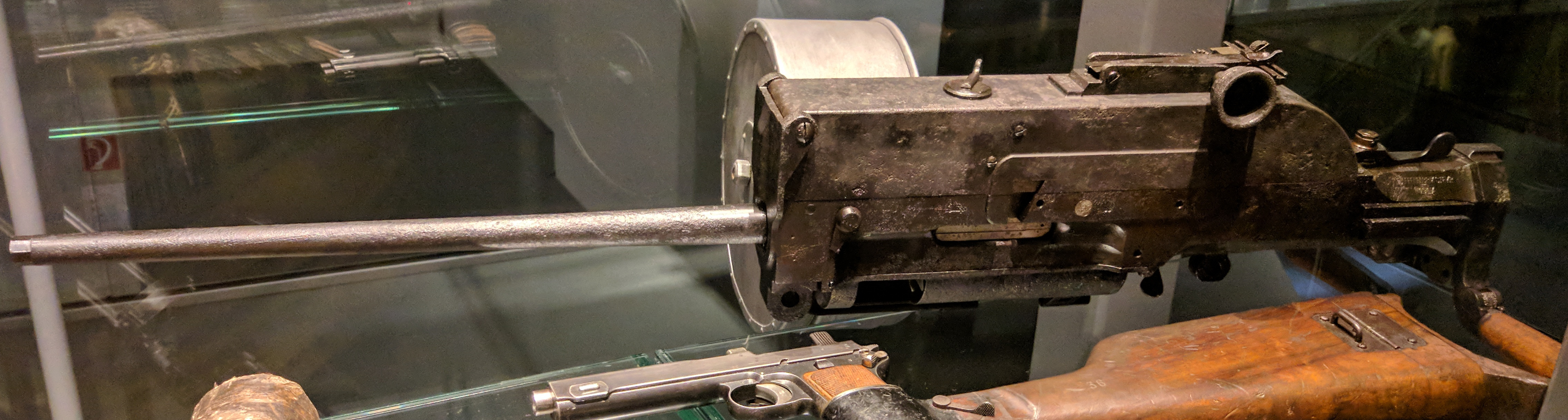
シュワルツローゼ M.16 航空機関銃

※記述している型番以外にも派生型が存在する
M.07
初期生産型。
M.07/12
M.07の改良型。-.07とは機関部上面のトグル式作動機構のカバーが機関部前端まである点が外観上の識別点である。
主にオーストリア＝ハンガリー帝国軍の標準重機関銃として使用された。
M.07/15
航空機関銃型。水冷の銃身冷却機構を排して空冷式とし、銃身を覆う冷却筒を冷却孔の開いただけの単純な銃身被筒に変更している。
M.07/31
ハンガリー軍向け改修型。8×56mmR弾仕様に変更されたもの。
M.08
オランダ及びギリシャへの輸出型。6.5x53mmR弾仕様。
M08/13
二輪車等に搭載出来るように改良したもの。M08/13同様6.5x53mmR弾を使用。
M08/15
オランダがM.08の製造権を所得して国産したライセンス生産型。
M.14
使用弾薬をスウェーデン軍標準の6.5mm弾に改良したもの。生産はスウェーデンのカールグスタフ社で行われた。総生産数は1,250丁とされる。
M.16 / M.16A
航空機関銃型。発射速度を毎分880発に向上させ、銃身はジャケットのない完全露出式に変更されている。
vz24.07
チェコスロバキアで改修されたタイプ。使用弾薬は7.92x57mm弾。銃身と銃身被筒が延長されている点がオリジナルとは異なる。
MG07/12
ナチス・ドイツにおける鹵獲名称。二線級部隊に配備された。
この他にも冷却器部分を延長する改良を施したものがイタリア軍で第二次世界大戦中に使用されている。